# Ictiofònids
Els Ictiofònids (Ichthyophonida) són un ordre de protozous coanozous paràsits.

## Taxonomia
Els membres de Ichthyophonida inclouen
- Abeoforma whisleri
- Amoebidiidae
  - Amoebidium
  - Paramoebidium
- Anurofeca richardsii
- Caullerya mesnili
- Creolimax fragantissima
- Eccrinaceae
- Ichthyophonus
- Palavasciaceae
- Parataeniellaceae
- Pirum gemmata
- Psorospermium haeckeli
- Pseudoperkinsus tapetii - un paràsit de les cloïsses
- Sphaeroforma arctica - un paràsit dels amfípodes